# Oberrettenbach
Oberrettenbach è una frazione di 477 abitanti del comune austriaco di Gersdorf an der Feistritz, nel distretto di Weiz, in Stiria. Già comune autonomo, il 1º gennaio 2015 è stato aggregato a Gersdorf an der Feistritz.